# Эйфория (телесериал)
«Эйфори́я» (англ. Euphoria) — американский подростковый драматический телесериал, созданный и написанный Сэмом Левинсоном; третий самый просматриваемый сериал в истории HBO. Он рассказывает о группе старшеклассников через их опыт секса, наркотиков, дружбы, любви, идентичности и травм. Он основан на одноимённом израильском телевизионном мини-сериале, созданном Роном Лешемом и Дафной Левин.
Премьера шоу состоялась 16 июня 2019 года. В июле 2019 года сериал был продлён на второй сезон, перед выпуском которого были показаны два часовых спецэпизода в декабре 2020 года и в январе 2021 года. Премьера второго сезона состоялась 9 января 2022 года. 4 февраля 2022 года канал HBO продлил сериал на третий сезон.
Эйфория получила положительные отзывы от критиков, которые отметили операторскую работу, саундтрек, актёрскую игру (особенно Зендею, Хантер Шефер, Сидни Суини и Алексы Деми) и подход к зрелой теме, хотя она и стала предметом споров из-за использования наготы и сексуального контента, которые некоторые критики сочли чрезмерными для подросткового сериала. Сериал получил номинацию на премию BAFTA за лучшую международную программу, номинацию на TCA за выдающиеся достижения в драме, а также 25 номинаций на прайм-таймовую премию «Эмми», в том числе в категории «Лучший драматический сериал». За свою роль Зендея получила две статуэтки «Эмми» в категории «Лучшая женская роль в драматическом телесериале», премии «Золотой глобус», «Выбор телевизионных критиков», «Спутник» и номинацию на премию Гильдии киноактёров США.

## Сюжет
17-летняя Ру Беннетт возвращается домой после лечения в реабилитационной клинике. Не теряя времени, она опять берётся за старые привычки — наркотики и тусовки. Однако появление в городе девушки Джулс Вон становится для Ру знаком надежды.

## В ролях
= Главная роль в сезоне
     = Второстепенная роль в сезоне
     = Гостевая роль в сезоне
     = Не появляется

### Основной состав
| Зендея         | Ру Беннетт         | 10 | 8 | 18 |
| Мод Апатоу     | Лекси Говард       | 8  | 8 | 16 |
| Ангус Клауд    | Феско «Фес» О'Нилл | 7  | 8 | 15 |
| Эрик Дэйн      | Кэл Джейкобс       | 7  | 5 | 12 |
| Алекса Деми    | Мэдди Перес        | 8  | 8 | 16 |
| Джейкоб Элорди | Нейт Джейкобс      | 9  | 7 | 16 |
| Барби Феррейра | Кэт Эрнандес       | 8  | 8 | 16 |
| Ника Кинг      | Лесли Беннетт      | 7  | 6 | 13 |
| Сторм Рид      | Джиа Беннетт       | 8  | 5 | 13 |
| Хантер Шефер   | Джулс Вон          | 10 | 8 | 18 |
| Элджи Смит     | Кристофер Маккей   | 7  | 2 | 9  |
| Сидни Суини    | Кэсси Говард       | 8  | 8 | 16 |
| Джейвон Уолтон | Эштрей             | 7  | 8 | 15 |
| Остин Абрамс   | Итан Льюис         | 6  | 7 | 13 |
| Доминик Файк   | Эллиот             |    | 7 | 7  |
| Всего эпизодов | Всего эпизодов     | 10 | 8 | 18 |

- Ру Беннетт (Зендея) — 17-летняя наркоманка, пытающаяся найти своё место в мире.
- Лекси Говард (Мод Апатоу) — подруга детства Ру, младшая сестра Кэсси.
- Феско (Ангус Клауд) — местный наркоторговец, близкий друг Ру.
- Кэл Джейкобс (Эрик Дэйн) — отец Нейта, скрывающий секреты от своей семьи.
- Мэдди Перес (Алекса Деми) — девушка, состоящая в сложных отношениях с Нейтом.
- Нейт Джейкобс (Джейкоб Элорди) — школьный спортсмен, проявляющий агрессивное поведение.
- Кэт Эрнандес (Барби Феррейра) — девушка, исследующая собственную сексуальность.
- Лесли Беннетт (Ника Кинг) — мать Ру и Джии, воспитывающая их в одиночку после смерти мужа.
- Джиа Беннетт (Сторм Рид) — тринадцатилетняя сестра Ру, которая пытается справиться с травмой после того, как нашла Ру после передоза.
- Джулс Вон (Хантер Шефер) — трансгендерная девушка, которая знакомится с Ру после переезда в город.
- Кристофер Маккей (Элджи Смит[англ.]) — молодой футболист и бывший парень Кэсси, у которого плохо получается адаптироваться к жизни в колледже.
- Кэсси Говард (Сидни Суини) — старшая сестра Лекси с печально известным сексуальным прошлым.
- Эштрей (Джейвон Уолтон[англ.]) — младший «брат» Феско, наркоторговец.
- Итан Льюис (Остин Абрамс) — любовный интерес Кэт.
- Эллиот (Доминик Файк) — друг Ру, который встаёт между ней и Джулс.

### Второстепенный состав
| София Роуз Уилсон              | Барбара «Биби» Брукс | 5  | 4 | 9  |
| Колман Доминго                 | Али Мухаммед         | 5  | 3 | 8  |
| Киан Джонсон                   | Даниэль              | 6  |   | 6  |
| Аланна Юбак                    | Сьюзи Говард         | 6  | 7 | 13 |
| Брюс Уэкслер                   | Роберт Беннетт       | 3  | 2 | 5  |
| Рубен Дарио                    | Тед Перес            | 3  |   | 3  |
| Джон Алес                      | Дэвид Вон            | 8  | 1 | 9  |
| Лукас Гейдж                    | Тайлер Кларксон      | 4  |   | 4  |
| Тайлер Тиммонс                 | Трой Маккей          | 4  |   | 4  |
| Тристан Тиммонс                | Рой Маккей           | 3  |   | 3  |
| Мико Гаттузо                   | Мышь                 | 3  | 1 | 4  |
| Тайлер Чейз                    | Кастер               | 3  | 6 | 9  |
| Бринда Мэддокс Кэтрин Нардуччи | Мари О’Нил           | 3  | 2 | 5  |
| Мерседес Колон                 | мама Кэт             | 4  |   | 4  |
| Марша Гэмблс                   | Мисс Марша           | 4  | 1 | 5  |
| Пола Маршалл                   | Марша Джейкобс       | 5  | 4 | 9  |
| Зак Стейнер                    | Аарон Джейкобс       | 3  | 3 | 6  |
| Ник Блад                       | Гас Говард           | 1  | 4 | 5  |
| Хлоя Черри                     | Фэй                  |    | 7 | 7  |
| Минка Келли                    | Саманта              |    | 4 | 4  |
| Юкон Клемент                   | Тео                  |    | 5 | 5  |
| Марта Келли                    | Лори                 |    | 3 | 3  |
| Мелвин Эстес                   | Брюс                 |    | 3 | 3  |
| Вероника С. Тейлор             | Бобби                |    | 4 | 4  |
| Всего эпизодов                 | Всего эпизодов       | 10 | 8 | 18 |

- Барбара «Биби» Брукс (София Роуз Уилсон) — подруга Мэдди, Кэт и Кэсси.
- Али Мухаммед (Колман Доминго) — бывший наркоман, наставник Ру в обществе анонимных наркоманов.
- Даниэль (Киан Джонсон) — парень, встречающийся с Кэт в шестом классе.
- Сьюзи Говард (Аланна Юбак) — мать Кэсси и Лекси, алкоголичка.
- Роберт Беннетт (Брюс Уэкслер) — отец Ру и Джии.
- Тэд Перес (Рубен Дарио) — отец Мэдди.
- Дэвид Вон (Джон Эльс) — отец Джулс.
- Тайлер Кларксон (Лукас Гейдж) — парень, которого подставил Нейт.
- Трой и Рой Маккей (Тайлер и Тристан Тиммонс) — младшие братья-близнецы Маккея.
- Мышь (Мико Гаттузо) — поставщик Феско.
- Кастер (Тайлер Чейз) — помощник Мыши, поставщик Феско.
- Мари О’Нил (Бринда Мэддокс и Кэтрин Нардуччи) — бабушка Феско, наркоторговец.
- Мисс Марша (Марша Гэмблс) — официантка в ресторане.
- Марша Джейкобс (Пола Маршалл) — мать Нейта и Аарона, жена Кэла.
- Аарон Джейкобс (Зак Стейнер) — старший брат Нейта.
- Гас Говард (Ник Блад) — отец Кэсси и Лекси.
- Фэй (Хлоя Черри) — девушка Кастера, героиновая наркоманка.
- Саманта (Минка Келли) — мать Тео.
- Тео (Юкон Клемент) — мальчик, которого нянчит Мэдди.
- Лори (Марта Келли) — наркоторговец, ранее школьная учительница.
- Брюс (Мелвин Эстес) — телохранитель Лори.
- Бобби (Вероника С. Тейлор) — ученица школы, которая помогала ставить спектакль Лекси.

## Сезоны
| Сезон | Сезон | Эпизоды | Дата показа    | Дата показа     | Сеть        |
| Сезон | Сезон | Эпизоды | Премьера       | Финал           | Сеть        |
| ----- | ----- | ------- | -------------- | --------------- | ----------- |
|       | 1     | 8       | 16 июня 2019   | 4 августа 2019  | HBO         |
|       | S     | 2       | 4 декабря 2020 | 24 января 2021  | HBO/HBO Max |
|       | 2     | 8       | 9 января 2022  | 27 февраля 2022 | HBO/HBO Max |

## Список эпизодов

### Сезон 1 (2019)
| № общий | № в сезоне | Название | Режиссёр           | Автор сценария | Ведущий персонаж | Дата премьеры  | Зрители США (млн) |
| --- | ---------- | --- | ------------------ | -------------- | ---------------- | -------------- | ----------------- |
| 1 | 1          | «Пилот» «Pilot» | Августин Фриззелл  | Сэм Левинсон   | Ру Беннетт       | 16 июня 2019   | 0,577             |
| С самого детства Ру Беннетт боролась с рядом проблем, которые в итоге приводят её к наркомании в подростковом возрасте. Сейчас семнадцатилетняя девушка возвращается домой из реабилитационного центра и сразу же возвращается к зависимости, покупая наркотики у своего друга и наркоторговца Феско. Джулс Вон, трансгендерная девушка, недавно приехавшая в город, приглашена одноклассницей Кэт на вечеринку, устроенную популярным первокурсником колледжа Кристофером Маккеем. Джулс решает сначала встретиться в мотеле с взрослым мужчиной из приложения для знакомств. Она лжёт о своём возрасте и они занимаются сексом. На вечеринке Кэт теряет девственность. Маккей и его девушка Кэсси обсуждают их неприятный сексуальный контакт. Мэдди, которая недавно рассталась со своим популярным парнем Нейтом Джейкобсом, публично занимается сексом из мести с тусовщиком по имени Тайлер. Возмущённый этим событием Нейт в нетрезвом состоянии домогается до Джулс, которая угрожает Нейту ножом, прежде чем порезать себя. Джулс покидает вечеринку и отправляется домой в сопровождении Ру. Когда Нейт возвращается домой, он встречает своего отца Кэла, который оказывается любовником Джулс. |            | |                    |                |                  |                |                   |
| 2 | 2          | «Весь в папочку» «Stuntin' Like My Daddy»                                                                                | Сэм Левинсон       | Сэм Левинсон   | Нейт Джейкобс    | 23 июня 2019   | 0,574             |
| В одиннадцать лет Нейт обнаруживает коллекцию домашних видеороликов своего отца, в которых он занимается сексом с молодыми ЛГБТ-персонами. Поступив в старшую школу, парень становится успешным защитником в футболе и борется с проблемами гнева и сексуальной неуверенностью. В настоящее время Нейт врывается в дом Тайлера и жестоко избивает его, обвиняя его в изнасиловании Мэдди на вечеринке Маккея после того, как она ложно сказала ему, что потеряла сознание. В первый учебный день Ру срывается после просьбы рассказать про прошедшее лето. Лекси пытается утешить её, но она отталкивает подругу детства. Ру вспоминает, как впервые попробовала оксикодон в тринадцать лет, украв препарат у больного отца. Кэт обнаруживает, что видео сексуального характера с её участием распространяется в Интернете и понимает, что она может зарабатывать деньги, работая вебкам-моделью. Джулс начинает вести переписку с анонимным старшеклассником. Маккей проводит время с Кэсси и обвиняет её в том, что она зациклена на теме секса. Мышь, поставщик Феско, принуждает Ру попробовать фентанил. Выясняется, что парень, которому пишет Джулс – это Нейт, использующий имя «Тайлер».          |            | |                    |                |                  |                |                   |
| 3 | 3          | «Ты выглядишь» «Made You Look»                                                                                           | Сэм Левинсон       | Сэм Левинсон   | Кэт Эрнандес     | 30 июня 2019   | 0,493             |
| Юная Кэт резко набирает вес во время семейного отдыха. Её парень из средней школы, Дэниел, расстаётся с ней. Она уходит в мир романтики и становится популярным писателем фанфиков. Кэт начинает работу в вебкам-бизнесе, обслуживая ряд покорных мужчин с фетишами финансового доминирования. Джулс говорит Ру, что не останется с ней друзьями, если она продолжит употреблять наркотики. На собрании Анонимных наркоманов Ру выступает с речью о том, что уже шестьдесят дней не употребляет. Другой участник, Али, говорит ей, что знает о её лжи и даёт свой телефонный номер. Позже Ру помогает Джулс в откровенной фотосессии после того, как Нейт прислал ей дикпик, а затем крадёт таблетки с кухни и уходит. Мэдди пребывает в шоке, обнаружив фотографии мужских пенисов в телефоне Нейта. Ру и Джулс спорят насчёт ночной встречи с «Тайлером» наедине. Вскоре после этого Ру возвращается в дом Джулс, чтобы извиниться и целует её. В панике от мысли оттолкнуть девушку, Ру посещает Феско, чтобы купить наркотики, но, опасаясь за её благополучие, он отказывается продавать ей что-либо. Она зовёт Али на помощь.                                                                        |            | |                    |                |                  |                |                   |
| 4 | 4          | «Потрясённые» «Shook One Pt. II»                                                                                         | Сэм Левинсон       | Сэм Левинсон   | Джулс Вон        | 7 июля 2019    | 0,609             |
| Одиннадцатилетняя Джулс попадает в психиатрическую больницу из-за гендерной дисфории и проблем с членовредительством. Спустя несколько лет, она начинает трансгендерный переход. Во время карнавала Мэдди и Нейт ссорятся, и он хватает её за горло после того, как она оскорбляет его семью. Маккей расстраивает Кэсси, отказываясь признать её своей девушкой. Кэсси и Мэдди принимают МДМА. Кэсси флиртует с одноклассником, возлюбленным детства Кэт – Дэниелом. Джулс узнаёт своего любовника Кэла Джейкобса. Кэт веселится с одноклассником Итаном, но начинает ревновать, когда ошибочно предполагает, что он флиртует с другой девушкой, и в конечном итоге занимается сексом с другим парнем. Ру ищет свою сестру Джию и находит её под воздействием марихуаны. Кэл умоляет Джулс не раскрывать их общий секрет и она уверяет его, что никому не расскажет. После карнавала Джулс встречается с «Тайлером» и понимает, что под его личностью скрывался Нейт, угрожающий сообщить об обнажённых снимках, которые Джулс прислала ему, как о детской порнографии, если она не будет хранить молчание о своих отношениях с его отцом. Джулс приходит в дом Ру и они целуются.                         |            | |                    |                |                  |                |                   |
| 5 | 5          | «Бонни и Клайд» «03 Bonnie and Clyde»                                                                                    | Дженнифер Моррисон | Сэм Левинсон   | Мэдди Перес      | 14 июля 2019   | 0,579             |
| В детстве Мэдди потеряла интерес к идее работать после того, как мать запретила ей участвовать в конкурсах красоты. В итоге она оказалась в токсичных отношениях с Нейтом, кульминацией которых стало его нападение на карнавале. Ру сообщает матери, что встречается с Джулс. Мэдди пытается скрыть травмы на шее, но их замечают после того, как она теряет сознание в школе, и начинается полицейское расследование. Её мама выдвигает обвинения против Нейта. Джулс опечалена тем, что Ру игнорирует её ситуацию с Кэлом. Али не верит, что отношения Ру и Джулс будут иметь длительную продолжительность. Кэсси мирится с Маккеем, который приносит извинения за своё поведение на карнавале. Кэт остаётся холодна по отношению к Итану и вступает в половую связь с продавцом магазина одежды, о котором она раньше фантазировала. Ру извиняется перед Лекси за то, что была плохой подругой и предлагает покататься на роликах с ней и Джулс. Кэл думает о том, какое влияние его сексуальные тайны оказали на его детей. Мэдди встречает Нейта в мотеле. После катания на роликах Джулс забирает к себе домой Ру и не может заснуть.                                                               |            | |                    |                |                  |                |                   |
| 6 | 6          | «Следующая серия» «The Next Episode»                                                                                     | Пиппа Бьянко       | Сэм Левинсон   | Кристофер Маккей | 21 июля 2019   | 0,569             |
| В период взросления отец тренирует Маккея, чтобы он стал успешным футболистом. Поступив в колледж, он понимает, что у него мало шансов попасть в профессиональную команду. Нейта отстраняют от школы и подвергают социальному остракизму. Нейт врывается в квартиру Тайлера и вынуждает его признаться в удушении Мэдди. Он также шантажирует Джулс, заставляя рассказать полиции, что она видела, как Тайлер напал на Мэдди. Кэсси посещает вечеринку в честь Хэллоуина с Маккеем, где над ним жестоко издеваются его братья по братству. Затем он занимается агрессивным сексом с Кэсси, в результате чего она остаётся в слезах. На следующую ночь Дэниел устраивает вечеринку. Ру беспокоится о Джулс, которая сильно выпивает и выражает неуверенность в отношениях. Ру извиняется перед Феско за то, что набросилась на него. Кэт встречается с Итаном, но бросает его, когда он посещает ванную. Когда Кэсси отказывается заниматься сексом с Дэниелом, он оскорбляет её. Уже дома Кэсси понимает, что у неё задержка месячных. Нейт и Мэдди прибывают на вечеринку Дэниела, и все аплодируют им. Ру начинает что-то подозревать, когда видит реакцию Джулс.                                        |            | |                    |                |                  |                |                   |
| 7 | 7          | «Проблемы и трудности похода в туалет во время депрессии» «The Trials and Tribulations of Trying to Pee While Depressed» | Сэм Левинсон       | Сэм Левинсон   | Кэсси Говард     | 28 июля 2019   | 0,549             |
| Родители Кэсси разводятся, когда она находится в раннем подростковом возрасте. После ДТП её отец становится наркоманом и бросает свою семью. Она часто вступает в эксплуататорские сексуальные отношения со своими сверстниками, пока не встречает Маккея. Ру впадает в маниакальную депрессию после того, как Джулс отдаляется. Обратившись за помощью к Лекси, Ру выясняет, что Нейт сделал с Джулс и просит Феско запугать его. Он выполняет её просьбу, но в ответ Нейт анонимно сообщает о Фесе в полицию, вынуждая его и Эштрея избавиться от своего тайника, когда полиция приходит к ним домой. Мэдди противостоит Кэт из-за её новой напористой личности. Кэт заканчивает сеанс виртуального секса с высокооплачиваемым клиентом, когда ей становится некомфортно. Кэсси сообщает Маккею, что беременна. Он ошеломлён и предлагает ей сделать аборт. Джулс навещает друга из её старого города и встречает Анну, его соседку по комнате. Джулс и Анна флиртуют, ходят по клубам и принимают психоделики, из-за которых Джулс видит галлюцинации о Нейте и Ру. На следующее утро она пишет Ру о том, что скучает.                                                                                  |            | |                    |                |                  |                |                   |
| 8 | 8          | «И засей землю солью» «And Salt the Earth Behind You»                                                                    | Сэм Левинсон       | Сэм Левинсон   | Ру Беннетт       | 4 августа 2019 | 0,530             |
| Джулс мирится с Ру, когда она восстанавливается в больнице после почечной инфекции. Нейт не может заниматься сексом с Мэдди, которая спорит с ним о его сексуальности, что заставляет Нейта напасть на неё. Мэдди крадёт диск с записью секса Кэла и Джулс, а позже удивляется просмотренному. Нейт выигрывает свой последний футбольный матч в старшей школе, но Кэл критикует его игру. Нейт пытается побороться с ним и начинает бить себя, находясь в состоянии сильной истерики. Кэсси прерывает беременность при поддержке семьи. Феско врывается в дом поставщика Мыши и грабит его, чтобы заплатить ему. На зимнем школьном вечере Кэт разыскивает Итана и приносит извинения за своё поведение. Ру угрожает Нейту разоблачением Кэла и в ответ получает лишь насмешки по поводу верности Джулс. Проведя ночь, пытаясь заставить друг друга ревновать, Нейт и Мэдди решают мирно разорвать их отношения. Джулс говорит Ру, что влюблена как в неё, так и в Анну. Вместе они решают сбежать из города, но Ру отказывается в последнюю минуту, и Джулс уезжает на поезде одна. Вернувшись домой с разбитым сердцем, Ру нюхает оксикодон и испытывает яркую музыкальную галлюцинацию.                 |            | |                    |                |                  |                |                   |

### Спецэпизоды (2020—2021)
| № общий | № в сезоне | Название                                                             | Режиссёр     | Автор сценария              | Ведущий персонаж | Дата премьеры  | Зрители США (млн) |
| --- | ---------- | -------------------------------------------------------------------- | ------------ | --------------------------- | ---------------- | -------------- | ----------------- |
| 9 | 1          | «Неприятности не вечны» «Trouble Don't Last Always»                  | Сэм Левинсон | Сэм Левинсон                | Ру Беннетт       | 4 декабря 2020 | 0,236             |
| В канун Рождества, после рецидива, опьяневшая Ру сидит в закусочной с Али, чтобы поговорить о своей зависимости. Ру признаёт, что она добровольно вернулась к употреблению наркотиков. Али напоминает ей, что зависимость – это болезнь, и подчёркивает важность приверженности делу большему, чем она сама. Ру пытается обвинить Джулс в её срыве, но Али указывает, что Ру хранила таблетки, которые она принимала, предполагая, что она никогда серьёзно не относилась к тому, чтобы оставаться чистой. Он также отмечает, что Ру никогда официально не признавала своих отношений с Джулс. Ру рассказывает, что чувствует себя виноватой из-за жестокого обращения со своей семьёй, и что она склонна к самоубийству. Али утверждает, что наркотики сильно меняют человека; он показывает, что вырос с жестоким отцом, к которому питал глубокую ненависть, только для того, чтобы стать жестоким по отношению к своей жене после того, как у него развилась наркомания, отдалившая его от своих дочерей. Али говорит Ру, что отказ прощать себя за свои ошибки – это то, что мешает личностному росту, и он верит в её способность совершенствоваться. |            |                                                                      |              |                             |                  |                |                   |
| 10 | 2          | «К черту всех, кто не рыба-капля» «Fuck Anyone Who's Not a Sea Blob» | Сэм Левинсон | Сэм Левинсон и Хантер Шефер | Джулс Вон        | 24 января 2021 | 0,109             |
| Оставив Ру на вокзале, Джулс посещает свой первый сеанс терапии. Она говорит, что Ру – единственный человек, который любит её такой, какая она есть на самом деле, но признаёт, что возмущается бременем необходимости сохранять трезвость Ру, будучи постоянно доступной для неё. Воспоминания показывают, что мать Джулс выздоравливала от зависимости во время событий первого сезона, но была госпитализирована в результате рецидива после того, как услышала, что дочь не может простить за то, что она бросила её в детстве. Терапевт Джулс отмечает, что сложные чувства Джулс к Ру очень напоминают те, которые она испытывает к собственной матери. Джулс также признаётся, что она всё ещё любит «Тайлера», фальшивого онлайн-персонажа, который Нейт использовал для общения с ней, несмотря на то, что знает, что их отношения – фантазия. Джулс говорит своему терапевту, что подумывает о том, чтобы отказаться от заместительной гормональной терапии из-за её меняющегося представления о собственной женственности, которое она выражала только для того, чтобы доставить удовольствие мужчинам. По возвращении домой Джулс неожиданно навещает Ру, которая сообщает, что едет на встречу с Али. Джулс пытается извиниться перед ней за то, что бросила её, но Ру просто желает Джулс счастливого Рождества, прежде чем внезапно уйти. Джулс плачет в своей спальне. |            |                                                                      |              |                             |                  |                |                   |

### Сезон 2 (2022)
| № общий | № в сезоне | Название | Режиссёр     | Автор сценария | Ведущий персонаж | Дата премьеры   | Зрители США (млн) |
| --- | ---------- | --- | ------------ | -------------- | ---------------- | --------------- | ----------------- |
| 11 | 1          | «Пытаюсь попасть на небеса до того, как они закроют дверь» «Trying to Get to Heaven Before They Close the Door»               | Сэм Левинсон | Сэм Левинсон   | Феско            | 9 января 2022   | 0,254             |
| В детстве Феско приютила бабушка, которая познакомила его с торговлей наркотиками. В продолжении сцены из финала первого сезона Эштрей убивает Мышь молотком. В канун Нового года Ру сопровождает Феса и Эштрея на важную сделку с наркотиками, прежде чем отправиться на большую вечеринку. В магазине пьяная Кэсси сталкивается с Нейтом, который предлагает подвезти её на вечеринку; по прибытии они занимаются сексом в ванной, и Мэдди чуть не обнаруживает их, заставляя Кэсси спрятаться. Ру принимает смесь препаратов с новым другом Эллиотом, и у неё почти случается остановка сердца, прежде чем она принимает аддералл, чтобы стабилизировать её сердечный ритм. Ру говорит Джулс, что у неё случился рецидив в ту ночь, когда она оставила её на вокзале. Позже они признаются друг другу в своих чувствах и целуются. Феско разговаривает с Лекси и они обмениваются номерами телефонов. Затем он жестоко избивает Нейта, чтобы отомстить, пока другие участники вечеринки не останавливают его. |            | |              |                |                  |                 |                   |
| 12 | 2          | «Вне связи» «Out of Touch» | Сэм Левинсон | Сэм Левинсон   | Нейт Джейкобс    | 16 января 2022  | 0,279             |
| Нейт оправляется от побоев в больнице и отказывается говорить отцу, кто напал на него. Его сильно привлекает Кэсси, которая переживает депрессивный эпизод после аборта и чувствует себя некомфортно без парня. Кэсси продолжает встречи с Нейтом, несмотря на чувство вины, которое она испытывает за предательство Мэдди, которая всё ещё любит Нейта. Однажды ночью, катаясь на велосипеде, Ру становится свидетелем того, как Нейт и Кэсси целуются в его машине. Джулс сомневается в дружбе Ру и Эллиота, не подозревая, что они вместе регулярно принимают наркотики. Кэт начинает терять интерес к Итану, фантазируя о более стереотипно мужественных мужчинах и ненадолго погружаясь в культуру токсичного позитива. Кэл начинает расследование нападения на своего сына и заставляет Кэсси назвать Феско преступником; у него и Феско выстраиваются напряжённые отношения в круглосуточном магазине, свидетелем которых становится Лекси. Затем Кэл вступает в конфликт с Нейтом, который рассказывает, что знает о тайной сексуальной жизни отца, включая видео с ним и Джулс. Кэл спрашивает Нейта, есть ли у него запись; Нейт улыбается, не отвечая. |            | |              |                |                  |                 |                   |
| 13 | 3          | «Размышления: большие и маленькие хулиганы» «Ruminations: Big and Little Bullys»                                              | Сэм Левинсон | Сэм Левинсон   | Кэл Джейкобс     | 23 января 2022  | 0,264             |
| Будучи подростком, Кэл чувствовал как зарождалось его влечение к лучшему другу Дереку во время знакомства со своей будущей женой Маршей. Кэл рассказал о своих чувствах парню и он ответил взаимностью, но неожиданная беременность Марши вынудила юношу остаться с ней и скрывать свою сексуальную ориентацию. Ру пытается скрыть очередной срыв от близких ей людей. Когда у неё заканчиваются наркотики, она убеждает Лори, поставщика запрещённых веществ, дать ей большую заначку для продажи. Али с подозрением относится к Ру и их дружеские отношения прерываются. Кэсси становится одержимой тайным романом с Нейтом, отдаляясь при этом от друзей и семьи. Лекси приступает к написанию пьесы, которую готовит к постановке в школе. Предполагая, что у Феса есть видеодиск с участием Джулс, Кэл посещает его дом. Эштрей избивает и унижает Джейкобса, заставляя признать свою неосмотрительность. Кэл также узнаёт об отношениях Джулс и Нейта. Фес позволяет ему уйти при условии, что он перестанет мстить ему и будет держать подальше Нейта от Ру и Джулс. Однажды в пятничный вечер Нейт отменяет встречу с Кэсси, чтобы поговорить с Мэдди. |            | |              |                |                  |                 |                   |
| 14 | 4          | «Вы, кто не может видеть, подумайте о тех, кто может» «You Who Cannot See, Think of Those Who Can»                            | Сэм Левинсон | Сэм Левинсон   | —                | 30 января 2022  | 0,318             |
| Джулс и Эллиот сближаются, пока Ру находится в размышлениях. Кэсси уходит от Нейта после того, как он признаётся, что возобновил общение с Мэдди. На вечеринке по случаю дня рождения Мэдди, Кэт признаётся, что не любит Итана и получает совет следовать своим чувствам. Когда появляется Нейт, Кэсси переодевается в откровенный купальник и сильно напивается, её рвёт на глазах у гостей. Ру, Джулс и Эллиот развлекаются, играя в «Правду или действие?». Едва избежав задержания за мелкую кражу, Ру выпивает на глазах у Джулс и у них завязывается конфликт. Покинув компанию и вернувшись домой, Ру принимает наркотики и под воздействием галлюцинаций видит своего отца в церкви. Кэл напивается и едет в бар, где поцеловал Дерека. Его выгоняют оттуда и он возвращается домой, выходит к своей семье и резко критикует их за лицемерную враждебность к его замкнутости, после чего покидает родных. Эллиот признаётся Джулс, что Ру не чиста и они вместе принимали наркотики. Джулс опустошена, но всё равно спит с Эллиотом. |            | |              |                |                  |                 |                   |
| 15 | 5          | «Замри, как колибри» «Stand Still Like the Hummingbird»                                                                       | Сэм Левинсон | Сэм Левинсон   | Ру Беннетт       | 6 февраля 2022  | 0,353             |
| Джулс сообщает Лесли о рецидиве Ру, что побуждает её уничтожить чемодан с наркотиками. Находясь в состоянии сильной истерики, Ру переворачивает свой дом и разрывает отношения с Джулс и Эллиотом. Лесли и Джиа снова пытаются отвезти её в реабилитационный центр, но Ру выбегает из машины и скрывается. Наступает ночь и Ру приходит в дом семьи Говард, где встречает своих одноклассниц, а позже и свою маму. Загнанная в угол, она рассказывает всем об отношениях Кэсси и Нейта, инициируя драку между Мэдди и Кэсси, которая позволяет ей сбежать в хаосе. Ру обращается за помощью к Феско, но он выгоняет её после попытки украсть лекарство его бабушки. Затем девушка грабит неизвестный дом и забирает драгоценности. Ру настигает полиция и после долгого побега, она останавливается у Лори, которая даёт ей морфий и намекает на проституцию для выплаты долгов. Увидев во сне своего отца, Ру просыпается на следующее утро и убегает домой. |            | |              |                |                  |                 |                   |
| 16 | 6          | «Тысяча маленьких кровавых деревьев» «A Thousand Little Trees of Blood»                                                       | Сэм Левинсон | Сэм Левинсон   | —                | 13 февраля 2022 | 0,283             |
| Через несколько дней после возвращения домой, Ру делает успехи в восстановлении после срыва. Она звонит Али и извиняется за свои грубые слова, затем они устраивают совместный семейный ужин. Кэт пытается расстаться с Итаном в глупой манере, в результате чего он решает взять инициативу на себя и заканчивает их отношения. Мэдди обдумывает правду о Нейте и Кэсси, обсуждая это с Самантой. Пока Кэсси и Нейт справляются с раскрытием секрета, они ссорятся со своими матерями. Увидев, в каком стрессе находится сестра, Лекси задаётся вопросом о том, как будет воспринята её постановка, и проводит время с Фесом. Фэй выносит мусор и замечает Кастера, который сообщает ей, что его принудили сотрудничать с полицейскими для ареста Феско и Эштрея за убийство Мыши. Нейт решает взять дело в свои руки, чтобы защитить своё будущее и семейный бизнес, угрожая Мэдди пистолетом для передачи диска. Нейт отдаёт диск Джулс, и они признаются друг другу, что не лгали о своих чувствах в переписке. Нейт звонит Кэсси и говорит ей, что она может пожить у него дома, пока ситуация не уляжется. Лесли узнаёт, что ни в одном стационарном реабилитационном центре нет места для Ру, и опасается, что без него она окончательно убьёт себя. |            | |              |                |                  |                 |                   |
| 17 | 7          | «Театр и его двойник» «The Theater and It's Double»                                                                           | Сэм Левинсон | Сэм Левинсон   | Лекси Говард     | 20 февраля 2022 | 0,350             |
| Пьеса Лекси ставится для учащихся, родителей и преподавателей Восточного Хайленда. Некоторые зрители понимают, что спектакль основан на их жизненных историях, а прототипами действующих героев послужили сама Лекси, её сестра Кэсси, Мэдди, Кэт и Ру. Ранее Лекси разговаривает с Фесом, поскольку беспокоится за реакцию людей, он обещает поддержать и посетить постановку. Эпизод проводит параллель между настоящим и прошлым, поскольку пьеса изображает важные события с точки зрения Лекси. Кастер прибывает в дом Феско до начала спектакля и Эштрей с подозрением относится к нему. Кэсси и Нейт продолжают встречаться, несмотря на его чувства к Мэдди и Джулс. Лесли говорит Ру, что она больше не хочет присматривать за ней и планирует сосредоточиться на Джии. Джулс уничтожает диск, который ей отдал Нейт. Чувствуя себя подавленной из-за предательства, Мэдди клянётся покинуть город. Феско не удаётся попасть на спектакль Лекси. Пьеса заканчивается исполнением песни «Holding Out for a Hero», а также изображением Нейта и его друзей, которых играют Итан и другие ученики, тренирующиеся в спортивном зале. Нейт покидает спектакль, называет эту сцену «гомофобной» и разрывает отношения с Кэсси. |            | |              |                |                  |                 |                   |
| 18 | 8          | «Всю жизнь моя душа искала нечто, чему названья дать я не могу» «All My Life, My Heart Has Yearned for a Thing I Cannot Name» | Сэм Левинсон | Сэм Левинсон   | —                | 27 февраля 2022 | 0,625             |
| Кастер пытается заставить Феско раскрыть свою роль в убийстве Мыши, прежде чем Фэй даёт ему сигнал молчать. Понимая, что он полицейский осведомитель, Эш наносит удар Кастеру ножом в шею. Феско душит Кастера до смерти, чтобы он не смог закричать и погружает его телефон в воду. Ранее Лекси и Феско обсуждают свои планы, они оба рады стать друзьями. В настоящее время Кэсси прерывает спектакль, чтобы оскорбить и высмеять Лекси, которая умоляет её остановиться. Кэсси продолжает сеять хаос, побуждая Мэдди выйти на сцену. При поддержке своей команды и публики, Лекси продолжает спектакль и посвящает его Фесу, который так и не пришёл. Пьеса завершается речью Ру на поминках отца и душевным разговором между ней и Лекси. Позже Ру благодарит Лекси за то, что она показала ей версию своей жизни, которую она не ненавидела. Феско умоляет Эша сдаться полиции, что позволяет ему взять на себя вину за убийство Кастера. Вместо этого он запирается в ванной с оружием и вступает в перестрелку с полицией. В перестрелке Фес ранен в живот, а Эш умирает, получая выстрел в голову. На Феско надевают наручники и увозят в полицию. Ру навещает Эллиота, чтобы простить его, поскольку она считает, что он смог спасти ей жизнь. Нейт угрожает Кэлу пистолетом и флешкой, содержащей все его интимные видеозаписи, и рассказывает о детской травме от просмотра этих видео. Полиция прибывает, чтобы арестовать Кэла. Кэсси признаётся Мэдди, что Нейт расстался с ней до того, как она выбежала на сцену. Джулс говорит Ру, что любит её и скучает. В ответ она целует девушку в лоб, прежде чем уйти, надеясь на светлое будущее. |            | |              |                |                  |                 |                   |

## Производство

### Разработка
1 июня 2017 года было объявлено, что HBO разрабатывает адаптацию израильского телесериала Euphoria 2012 года, созданного Роном Лешемом, Дафной Левин и Тмирой Ярдени. Предполагалось, что сценарий будет написан Сэмом Левинсоном, который также был назначен исполнительным продюсером наряду с Лешемом, Левином, Ярдени, Хадасом Мозесом Лихтенштейном, Миритом Тоови, Йорамом Мокади и Гари Ленноном.
Сэм Левинсон создавал сериал основываясь на своём собственном подростковом опыте, в том числе на его борьбе с наркоманией. «Существует такое постоянное беспокойство, которое, я думаю, существует в этом поколении, которое, я думаю, проинформировало весь процесс кинопроизводства…».
Сериал был продлён на второй сезон 11 июля 2019 года, первая серия которого была выпущена 9 января 2022 года.
Съёмки третьего сезона стартовали 30 января 2025 года.

### Кастинг
5 июня 2018 года было объявлено, что в пилотном эпизоде будут сниматься Зендея, Сторм Рид, Мод Апатоу, Брайан «Астро» Брэдли, Эрик Дейн, Ангус Клауд, Алекса Деми, Джейкоб Элорди, Барби Феррейра, Ника Кинг, Хантер Шефер и Сидни Суини.
31 июля 2023 года в возрасте 25 лет Ангус Клауд умер из-за передозировки наркотиков.

### Саундтрек
В качестве главного композитора сериала был выбран британский исполнитель Тимоти Ли Маккензи, более известный как Labrinth. Композиция «All for Us», записанная совместно с Зендеей, звучит отрывками на протяжении всего первого сезона, прежде чем быть использованной в большом музыкальном номере в финале. В четвёртой серии второго сезона музыкальный продюсер впервые появляется на экране с персонажем Зендеи, чтобы исполнить песню «I’m Tired».
4 октября 2019 года на лейбле Milan Records был выпущен Sony Masterworks официальный альбом оригинальных саундтреков к первому сезону сериала, под названием Euphoria (Original Score from the HBO Series). Его релиз также состоялся на виниле 10 января 2020 года.
22 апреля 2022 года вышел альбом саундтреков ко второму сезону. В записи музыкального сопровождения принял участие сам Labrinth, а также Зендея, Доминик Файк и Ангус Клауд.

## Критика и отзывы
Первый сезон сериала получил положительные отзывы от критиков, и большая часть похвалы была посвящена его действию, истории, визуальным эффектам и подходу к взрослой тематике.
На сайте Rotten Tomatoes рейтинг сериала составляет 81 %, а средняя оценка — 7,32 из 10, что основано на 72 рецензиях критиков. Критический консенсус сайта гласит: «Хотя порой трудно смотреть, Эйфория сочетает в себе жестокую честность с чутким — и визуально великолепным — взглядом, чтобы создать уникально сложный и яркий сериал, объединённый мощным исполнением Зендеи».
На сайте Metacritic сериал набрал 68 баллов из 100, основываясь на 26 отзывах, что указывает на «в целом благоприятные отзывы».
Тим Гудман из The Hollywood Reporter высоко оценил работу Зендеи.
Сериал вызвал критику со стороны Родительского телевизионного комитета после того, как стало известно, что в одном из эпизодов содержалось «около 30 изображений пенисов на экране» и изнасилование персонажа. Родительский телевизионный совет раскритиковал шоу за маркетинг «графического контента для взрослых» для подростков.